# Try (Nelly Furtado)
Try is een pop/rockballad (niet te verwarren met poprock) van de Canadese zangeres Nelly Furtado, geschreven door Furtado en Brian West. Het nummer werd in februari 2004 uitgebracht als de tweede single van Furtado's tweede studioalbum Folklore.

## Achtergrondinformatie
Furtado zei over het nummer dat het over de realiteit van liefde gaat. "Mijn energie spatte van me af maar nu ben ik rustiger geworden omdat ik mijn ware liefde heb gevonden. Het idee hierachter is dat het leven niet altijd even leuk is, maar er iemand kan komen die van jou een betere persoon maakt; het leven blijft ondertussen gewoon het opvangen van klappen. Try is geen vrolijk of gelukkig nummer en heeft een apart arrangement omdat er slechts twee coupletten zijn en het einde improvisationeel is. Het is net als die epische powerballads."

## Versies en compositie
Er bestaan meerdere versies van het nummer, met als belangrijkste de albumversie en de radio edit. De eerstgenoemde begint met een kort geluidselement dat lijkt op de slagen van een hart, waarna de akoestische gitaar zich inzet. Vervolgens start het eerste couplet gevolgd door het eerste refrein. Hierna volgt een tweede couplet en refrein waarna de brug zich bevindt. Een derde refrein is te horen die Furtado op een hogere toonhoogte zingt en hierna zingt zij de woorden "we are" enkele malen, maar steeds sterker en op een hogere toonhoogte. De radioversie heeft na het derde refrein opnieuw een refrein, die vocaal dubbelgelaagd is. Hierna eindigt het nummer waardoor het ruim een minuut korter klokt dan de albumversie. Naast deze versies bestaan ook een akoestische versie, dat op de cd-single staat, en een Spaanse versie genaamd Dar.

## Commercieel ontvangst
Try deed het goed in de Nederlandse Top 40 door in haar vierde week de top tien te bereiken en in totaal vijftien weken in de lijst te bivakkeren. Ook in diverse andere landen behaalde het nummer redelijke successen door onder andere in Mexico en Portugal de nationale hitlijst te toppen, de negende plek in haar thuisland Canada te behalen en de vijftiende positie in de Britse UK Singles Chart. Desondanks lukte het niet om in de Amerikaanse Billboard Hot 100 een notering te verkrijgen en was het daar ook de laatste single van het album.

### Hitnotering
| Try in de Nederlandse Top 40 - binnen 27 maart 2004 | Try in de Nederlandse Top 40 - binnen 27 maart 2004 | Try in de Nederlandse Top 40 - binnen 27 maart 2004 | Try in de Nederlandse Top 40 - binnen 27 maart 2004 | Try in de Nederlandse Top 40 - binnen 27 maart 2004 | Try in de Nederlandse Top 40 - binnen 27 maart 2004 | Try in de Nederlandse Top 40 - binnen 27 maart 2004 | Try in de Nederlandse Top 40 - binnen 27 maart 2004 | Try in de Nederlandse Top 40 - binnen 27 maart 2004 | Try in de Nederlandse Top 40 - binnen 27 maart 2004 | Try in de Nederlandse Top 40 - binnen 27 maart 2004 | Try in de Nederlandse Top 40 - binnen 27 maart 2004 | Try in de Nederlandse Top 40 - binnen 27 maart 2004 | Try in de Nederlandse Top 40 - binnen 27 maart 2004 | Try in de Nederlandse Top 40 - binnen 27 maart 2004 | Try in de Nederlandse Top 40 - binnen 27 maart 2004 | Try in de Nederlandse Top 40 - binnen 27 maart 2004 |
| Week                                                | 01                                                  | 02                                                  | 03                                                  | 04                                                  | 05                                                  | 06                                                  | 07                                                  | 08                                                  | 09                                                  | 10                                                  | 11                                                  | 12                                                  | 13                                                  | 14                                                  | 15                                                  | 16                                                  |
| --------------------------------------------------- | --------------------------------------------------- | --------------------------------------------------- | --------------------------------------------------- | --------------------------------------------------- | --------------------------------------------------- | --------------------------------------------------- | --------------------------------------------------- | --------------------------------------------------- | --------------------------------------------------- | --------------------------------------------------- | --------------------------------------------------- | --------------------------------------------------- | --------------------------------------------------- | --------------------------------------------------- | --------------------------------------------------- | --------------------------------------------------- |
| Nummer                                              | 37                                                  | 29                                                  | 11                                                  | 10                                                  | 16                                                  | 16                                                  | 16                                                  | 19                                                  | 22                                                  | 25                                                  | 24                                                  | 24                                                  | 26                                                  | 27                                                  | 35                                                  | Uit                                                 |

## Videoclip
De videoclip is geregisseerd door Sophie Muller en speelt zich af tijdens de Settlerperiode. In de clip zijn enkele stribbelingen van een relatie gezien.

## Tracklist

### UK cd-single
1. "Try" (radio edit)
2. "I'm Like a Bird" (acoustic live on New Ground)
3. "Try" (acoustic version)
4. "Try" (video)

### US cd-single
1. "Try" (Radio Edit)
2. "I'm like a Bird" (Acoustic Live On New Ground)
3. "Powerless (Say What You Want)" (video)

### AU cd-single
1. "Try" (Radio Edit)
2. "I'm Like a Bird" (Live Acoustic)
3. "Try" (Acoustic Version)
4. "Try" (Album Version)

## Remixes
- "Try" (Gabriel & Dresden Remix) — 08:01
- "Try" (Gabriel & Dresden Dub)
- "Try" (Tony Moran Mix) — 08:01
- "Try" (Unknown Remix)
- "Try" (Kronos Quartet Remix)
- "Try" (Sweetwesty Remix; featuring The Kronos Quartet) — 04:39

## Andere versies
- "Try" (Radio Edit) — 03:49
- "Try" (Video Edit) — 04:09
- "Try" (Radio Version) — 03:46
- "Try" (Acoustic Version) — 04:35
- "Try" (Instrumental Version) — 04:13
- "Try" (Karaoke Version)
- "Try" (Dreamin Cover)
- "Dar" (Spaanse versie)